# هيجران حسينوفا
هيجران كامران قيزي حسينوفا (بالأذرية: Hicran Hüseynova) (13 أغسطس 1955، باكو)، شخصية عامة وسياسية، تشغل منصب نائب للجمعية الوطنية لجمهورية أذربيجان، ورئيسة اللجنة الحكومية لشؤون الأسرة والمرأة والطفل في جمهورية أذربيجان. 

## حياتها
ولدت هيجران حسينوفا في 13 أغسطس عام 1955 في مدينة باكو. وحصلت على شهادة تعليم عالٍ في التاريخ في جامعة أذربيجان الحكومية التي سميت على اسم كيروف بين 1972-1977.
دافعت هيجران حسينوفا عن أطروحتها وحصلت على درجة مرشحة العلوم التاريخية في عام 1985. 

## نشاتها مهنية
عينت هيجران حسينوفا رئيسة اللجنة الحكومية لشؤون الأسرة والمرأة والطفل في جمهورية أذربيجان بأمر من رئيس جمهورية أذربيجان إلهام علييف بتاريخ 6 فبراير 2006.
في 9 يناير لعام 2020 انتخبت هيجران حسينوفا نائبة في انتخابات نواب الدورة السادسة لمجلس الملي لجمهورية أذربيجان. 